# Primarias del Partido Demócrata de 2008 en Luisiana
Las primarias demócratas de Luisiana, 2008 fueron el 9 de febrero de 2008.

## Resultados
| Código de color: | Candidato se ha retirado. |

| Primaria Presidencial Demócrata de Luisiana, 2008 | Primaria Presidencial Demócrata de Luisiana, 2008 | Primaria Presidencial Demócrata de Luisiana, 2008 | Primaria Presidencial Demócrata de Luisiana, 2008 |
| Candidato                                         | Votos                                             | Porcentajes                                       | Delegados Nacionales                              |
| ------------------------------------------------- | ------------------------------------------------- | ------------------------------------------------- | ------------------------------------------------- |
| Barack Obama                                      | 220,588                                           | 57.39%                                            | 34                                                |
| Hillary Clinton                                   | 136,959                                           | 35.63%                                            | 22                                                |
| John Edwards                                      | 13,034                                            | 3.39%                                             | 0                                                 |
| Joe Biden                                         | 6,179                                             | 1.61%                                             | 0                                                 |
| Bill Richardson                                   | 4,258                                             | 1.11%                                             | 0                                                 |
| Chris Dodd                                        | 1,925                                             | 0.50%                                             | 0                                                 |
| Dennis Kucinich                                   | 1,405                                             | 0.37%                                             | 0                                                 |
| Totals                                            | 384,348                                           | 100.00%                                           | 56                                                |